# Celerrimus duffeyi
Genre
Espèce
Celerrimus duffeyi, unique représentant du genre Celerrimus, est une espèce d'araignées aranéomorphes de la famille des Philodromidae.

## Distribution
Cette espèce se rencontre en Espagne et dans le Sud de la France.

## Description
Les mâles mesurent de 4,60 à 5,27 mm et les femelles de 4,87 à 6,07 mm.

## Étymologie
Cette espèce est nommée en l'honneur d'Eric Duffey.

## Publication originale
- Lecigne, Cornic, Oger & Van Keer, 2019 : Celerrimus n. gen. (Araneae, Philodromidae) et description de Celerrimus duffeyi n. sp., une espèce très singulière d’Europe occidentale. Revue Arachnologique, sér. 2, vol. 6, p. 32-51.